# Virginia Wing Civil Air Patrol
A Virginia Wing Civil Air Patrol (VAWG) é o mais alto escalão da Civil Air Patrol no estado da Virginia. A sede da Virginia Wing está localizada em Richmond, Virgínia. A Virginia Wing consiste em mais de 2.000 membros cadetes e adultos em mais de 24 localidades em todo o Estado da Virgínia.
A ala da Virginia é membro da Região do Atlântico Central da CAP juntamente com as alas dos seguintes Estados: Delaware, Maryland, National Capital, North Carolina, South Carolina e West Virginia.

## Missão
A Virginia Wing executa as três missões principais da Civil Air Patrol (CAP): fornecer serviços de emergência; oferecendo programas de cadetes para jovens; e fornecer educação aeroespacial para membros do CAP e para o público em geral.

### Serviços de emergência
A Civil Air Patrol realiza serviços de emergência em situações de emergência por meio de diversas missões, entre elas: busca e salvamento; gestão de emergência; reconhecimento aéreo; ajuda humanitária e operações antidrogas além de missões de transporte, todas as quais são suporte para a segurança nacional. A CAP fornece comunicações de rádio durante desastres para manter a comunicação quando a infraestrutura de comunicação comercial não está funcional.
Em maio de 2020, a Virginia Wing começou a ajudar a "Virginia National Guard" em sua resposta à pandemia de coronavírus de 2020, transportando testes de coronavírus de e para a costa leste do Estado.

### Programas de cadetes
A CAP oferece programas de cadetes para jovens de 12 a 21 anos, que incluem educação aeroespacial, treinamento de liderança, preparo físico e liderança moral.

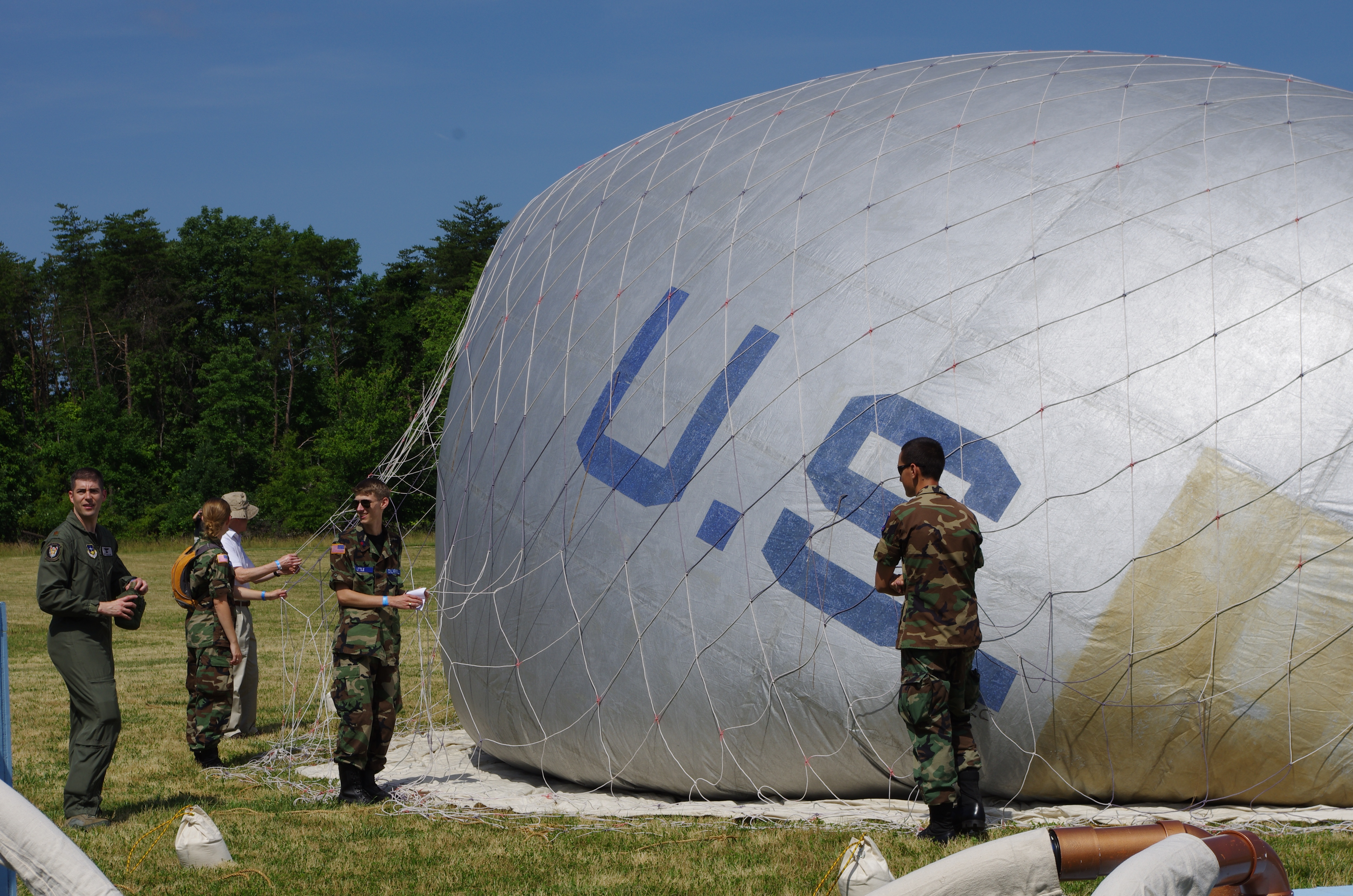
Maj. da Força Aérea Nathan McClure, orienta cadetes da Civil Air Patrol na tarefa de inflar de um balão da era da Guerra Civil perto de Chantilly, VA.

Os cadetes da Virginia Wing participam de atividades, incluindo acampamentos, lançamentos de modelos de foguetes e arrecadação de fundos. Além disso, os cadetes são elegíveis para participar de atividades em todo o estado, como um acampamento, uma imersão de uma semana na vida de cadete, realizada anualmente em "Fort Pickett" em Blackstone, VA. Os cadetes também podem treinar e participar das operações de serviços de emergência da CAP. Os cadetes costumam servir como operadores de rádio, membros da equipe de solo e funcionários da base da missão. Os cadetes com mais de 18 anos também podem servir em tripulações da CAP.

### Educação aeroespacial
A CAP oferece educação aeroespacial para o público e seus próprios membros. A educação pública é oferecida por meio de programas educacionais direcionados à comunidade da aviação e ao público em geral. A educação para membros da CAP é um programa focado internamente, dirigido principalmente a membros cadetes como parte de seu programa de treinamento.

## Organização

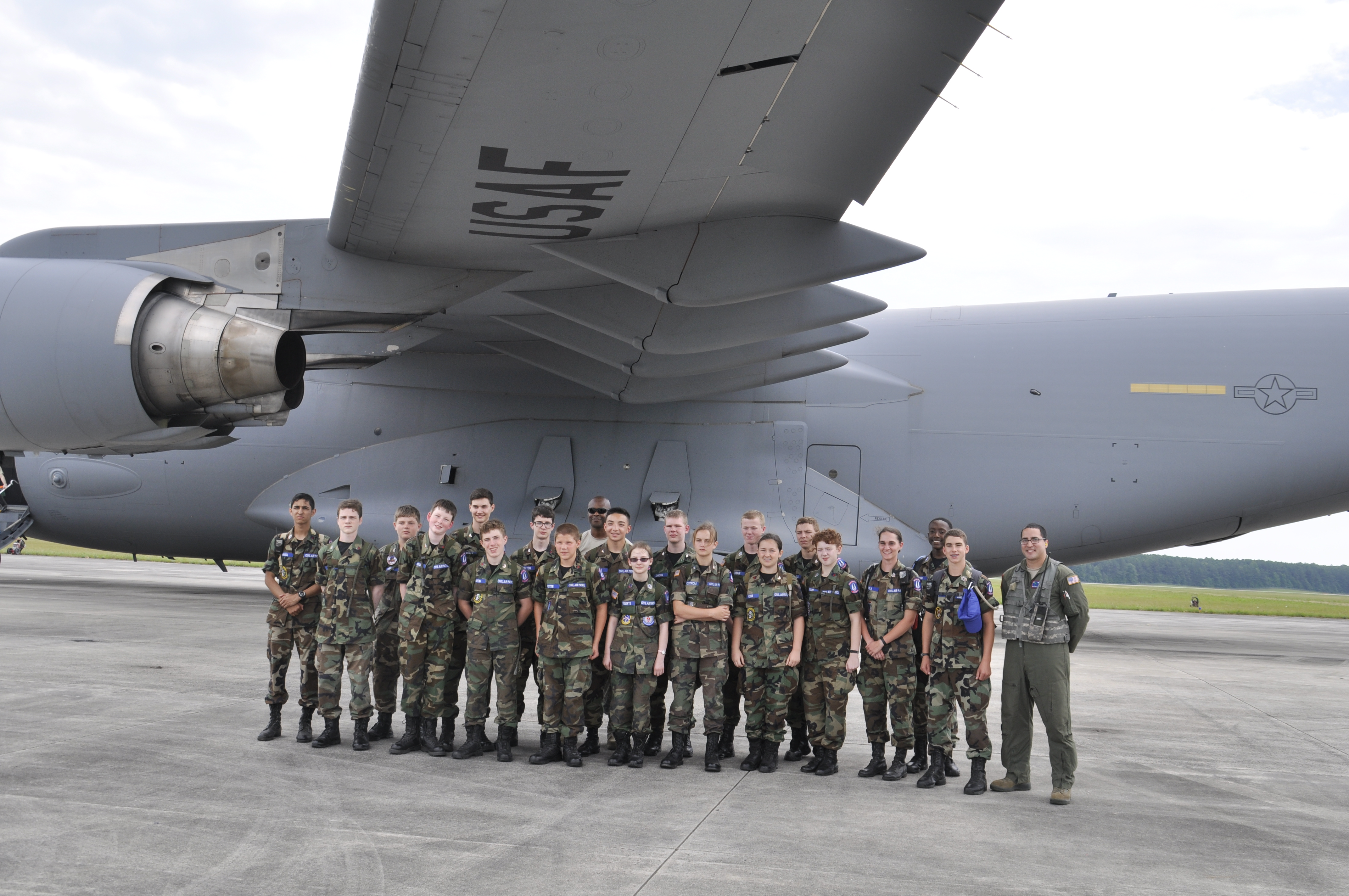
Cadetes da Virginia Wing no Acampamento da CAP posam com o C17 depois de visitar a aeronave com o pessoal da Força Aérea dos Estados Unidos.

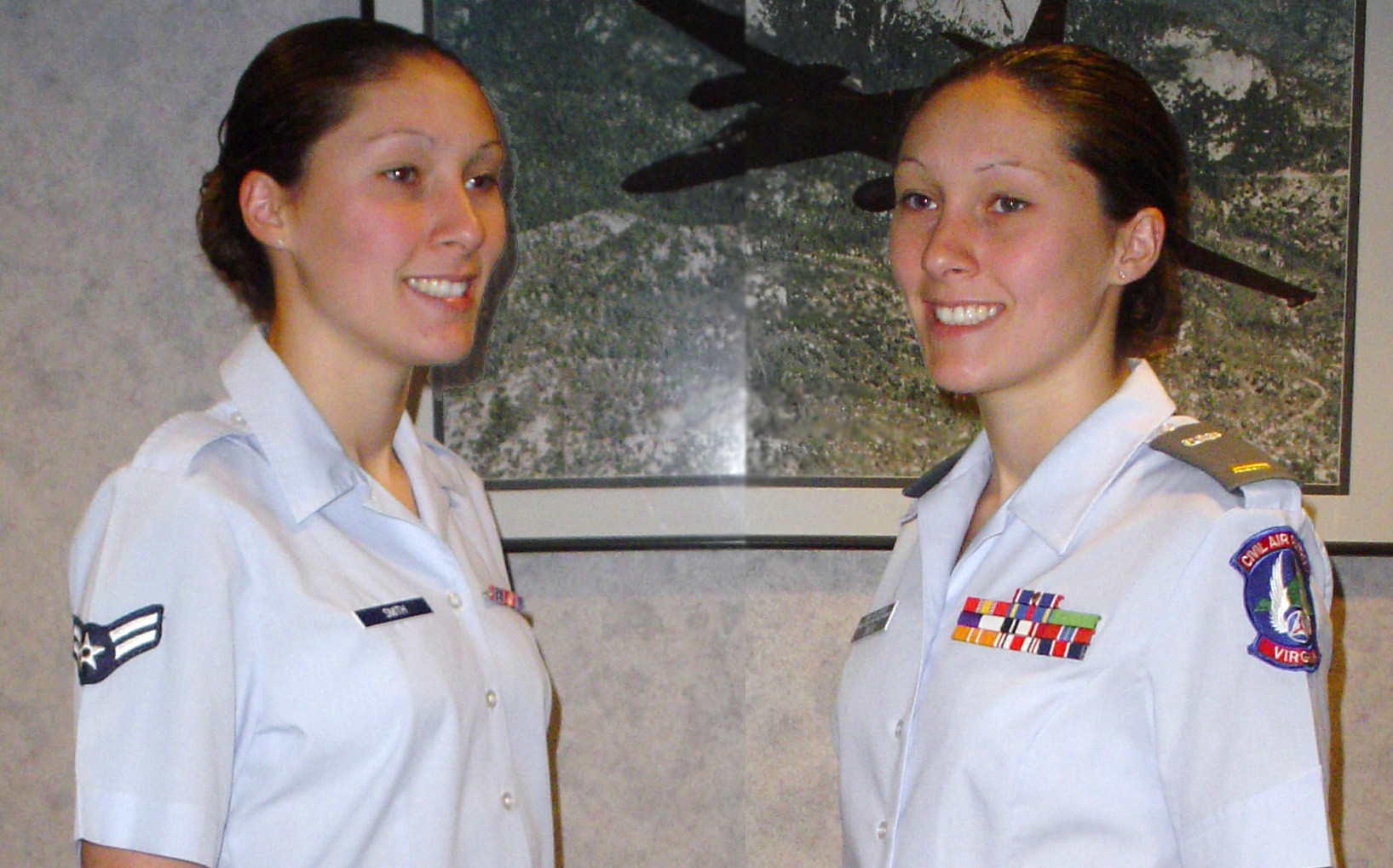
A aviadora de 1ª classe Jillian Smith usa dois uniformes: à esquerda, como membro ativo da Força Aérea como aviadora de 1ª classe; à direita, como Segundo Tenente voluntária na Civil Air Patrol.

| Código | Nome                                 | Localização     | Referência            |
| ------ | ------------------------------------ | --------------- | --------------------- |
| VA002  | Augusta Composite Squadron           | Waynesboro      | vawg/augusta          |
| VA007  | William P. Knight Composite Squadron | Herndon         | vawg/william          |
| VA017  | Lynchburg Composite Squadron         | Lynchburg       | lynchburg.cap.gov     |
| VA023  | Danville Composite Squadron          | Danville        | vawg/danville         |
| VA025  | Langley Composite Squadron           | Langley AFB     |                       |
| VA035  | Tidewater Composite Squadron         | Hampton Airport |                       |
| VA040  | Winchester Composite Squadron        | Winchester      | vawg/winchester       |
| VA048  | Roanoke Composite Squadron           | Roanoke         | roanoke.cap.gov       |
| VA056  | Montgomery Composite Squadron        | Christiansburg  |                       |
| VA060  | Southside Composite Squadron         | Chesterfield    |                       |
| VA064  | Byrd Field Flight                    | Richmond        |                       |
| VA088  | Newport-News Composite Squadron      | Newport News    | vawg/newportnews      |
| VA089  | Carolyn A. Guertin Cadet Squadron    | Richmond        | vawg/carolynguertin   |
| VA091  | Monticello Composite Squadron        | Charlottesville | vawg/monticello       |
| VA094  | Hanover County Composite Squadron    | Ashland         | vawg/hanover          |
| VA095  | Coastal Composite Squadron           | Virginia Beach  | vawg/coastal          |
| VA102  | Prince William Composite Squadron    | Manassas        | vawg/princewilliam    |
| VA108  | Fredericksburg Composite Squadron    | Fredericksburg  | fredericksburgcap.com |
| VA117  | Leesburg Composite Squadron          | Leesburg        | vawg/leesburg         |
| VA130  | Burke Composite Squadron             | Springfield     | vawg/burke            |
| VA135  | Minuteman Composite Squadron         | Culpeper        | vawg/minuteman        |
| VA141  | Hampton Roads Composite Squadron     | Chesapeake      |                       |
| VA142  | Fort Pickett Composite Squadron      | Blackstone      | va142fortpickett.org  |